# ممدو محمود اندونگو
ممدو محمود اندونگو (به فرانسوی: Mamadou Mahmoud N'Dongo) نویسنده قرن بیستم میلادی اهل فرانسه است.